# 長野県水辺環境保全研究会
特定非営利活動法人 長野県水辺環境保全研究会（ながのけんみずべかんきょうほぜんけんきゅうかい）は、長野県長野市に事務所を置くNPO法人である。

## 所在地
- 長野県長野市川中島町上氷鉋421番地3